# Poinçonneuse de document

Mécanisme d'une poinçonneuse

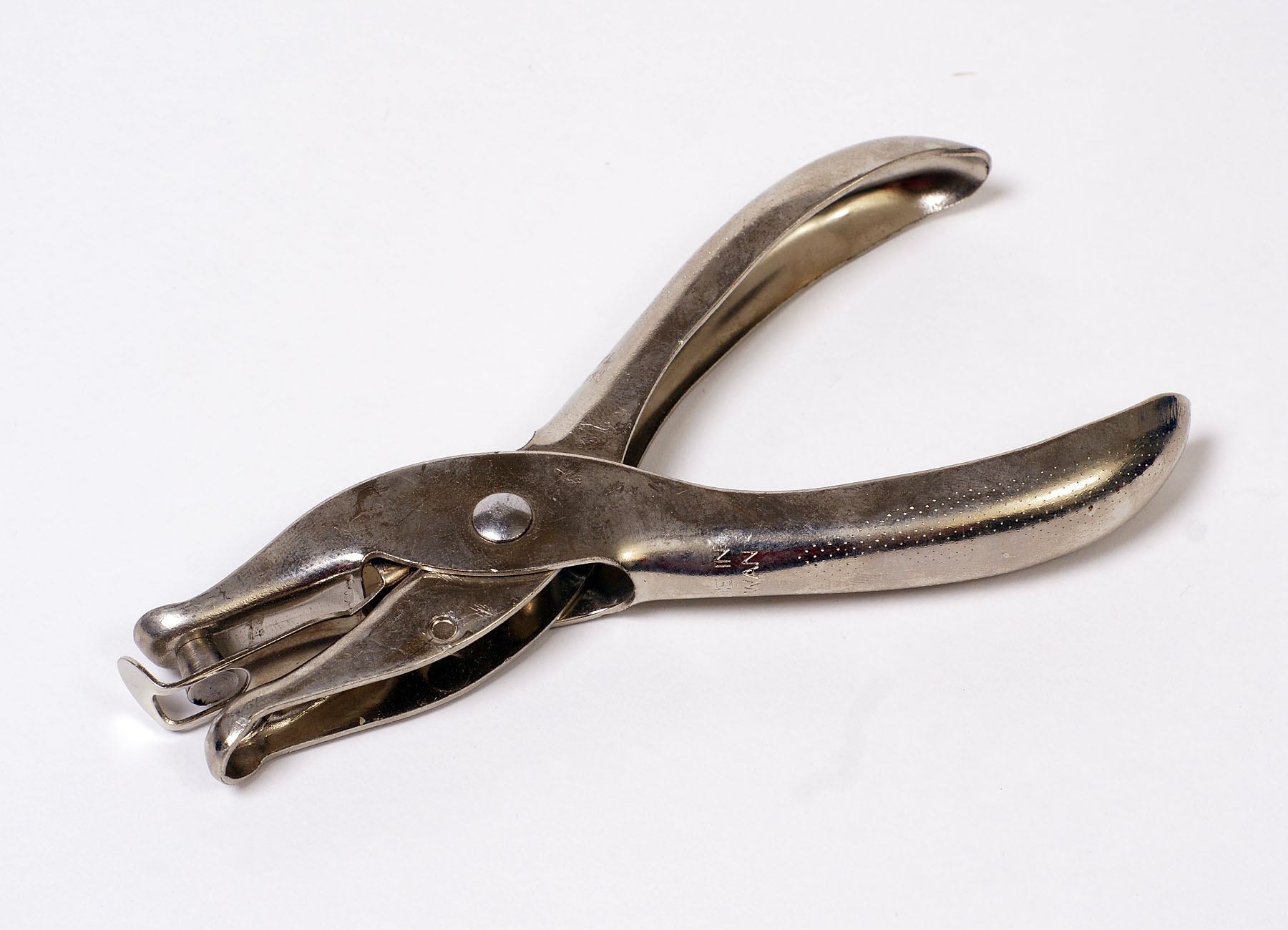
Poinçonneuse à un trou.

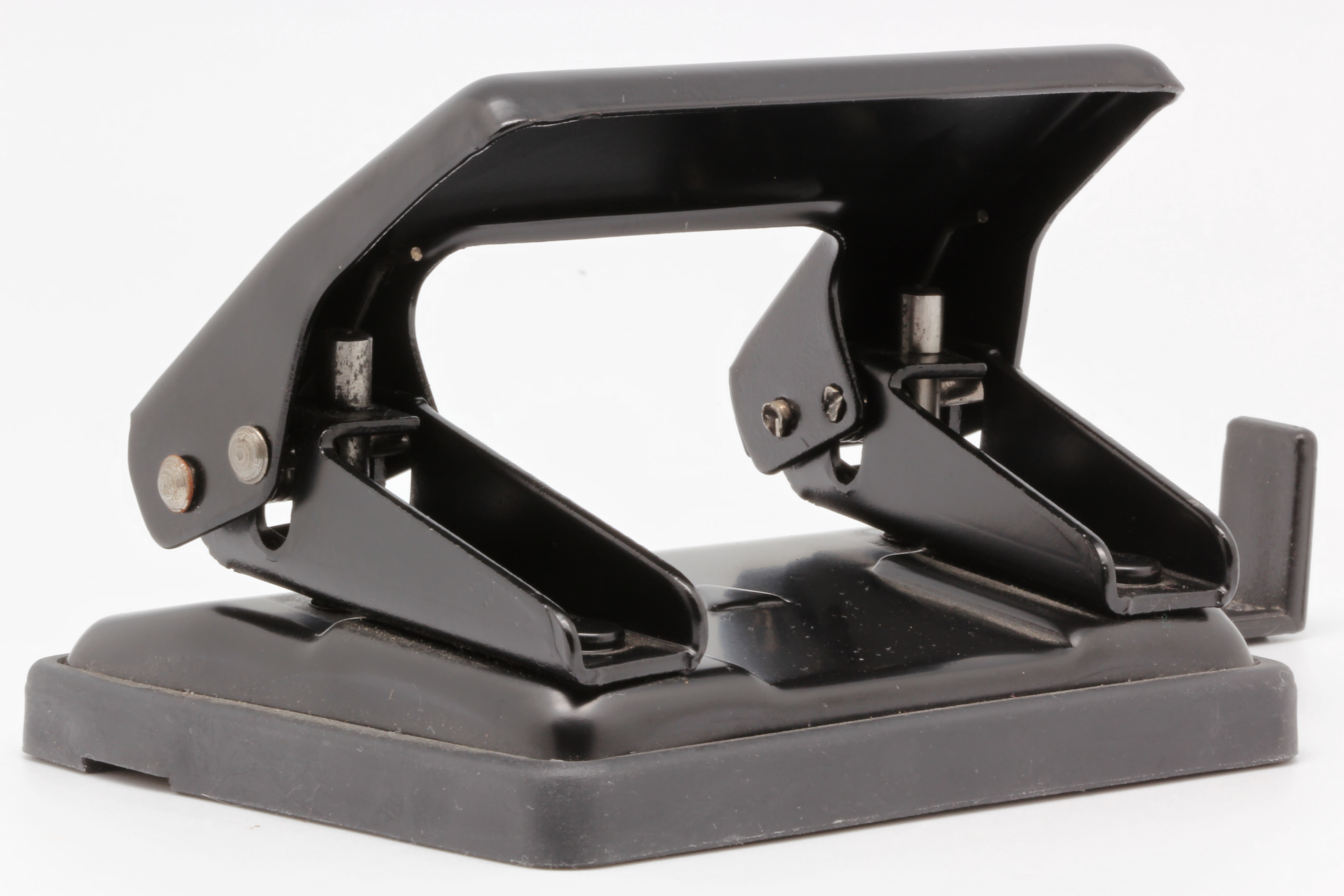
Poinçonneuse à deux trous.

Une poinçonneuse de document est un outil de bureau commun qui est utilisé pour créer des trous dans des feuilles de papier, souvent dans le but de recueillir les feuilles dans un classeur ou un dossier.
Lorsque la perforation se fait sans poser l'outil sur une table ou au sol, on parle plutôt de perforatrice. 